# Rudolf Charousek
Rudolf Charousek (ur. 19 września 1873 w Pradze, zm. 19 kwietnia 1900 w Budapeszcie) – węgierski szachista czeskiego pochodzenia, czołowy szachista świata w ostatniej dekadzie XIX wieku.

## Życiorys
Po raz pierwszy Charousek wsławił się wygraną partią z mistrzem świata Emanuelem Laskerem na turnieju w Norymberdze w 1896 roku. W tym samym roku podzielił z Michaiłem Czigorinem pierwsze miejsce na turnieju w Budapeszcie, wyprzedzając m.in. Harry'ego Pillsbury'ego, Carla Schlechtera i Dawida Janowskiego. W bezpośredniej partii pokonał Czigorina, lecz przegrał z nim w dogrywce o pierwsze miejsce. W 1897 roku został zwycięzcą turnieju w Berlinie, wyprzedzając m.in. Josepha Blackburne'a, Janowskiego i Schlechtera. Wspólnie z Czigorinem, a przed Wilhelmem Steinitzem zajął drugie miejsce w Kolonii w 1898 roku. Wiosną tego roku zachorował na gruźlicę, po dwuletniej walce z chorobą zmarł w wieku 26 lat.
Według retrospektywnego systemu Chessmetrics, najwyżej sklasyfikowany był w maju 1899 r., zajmował wówczas 6. miejsce na świecie.